# Castor (állatnem)
A Castor az emlősök (Mammalia) osztályának a rágcsálók (Rodentia) rendjébe, ezen belül a hódfélék (Castoridae) családjába tartozó nem.

## Rendszerezés
A nembe az alábbi 3 faj tartozik; ezekből egyik kihalt a pleisztocén kor elején:
- kanadai hód (Castor canadensis) Kuhl, 1820
- eurázsiai hód (Castor fiber) Linnaeus, 1758 - típusfaj
- †Castor californicus L. Kellogg, 1911